# Пивоваренный завод Эсслингер
Пивоваренный завод Эсслингер — пивоваренный завод, работавший в Белгороде начиная с 1897 года. После Октябрьской революции национализирован.

## История
В конце XIX века в городе было несколько пивоваренных заводов. В 1897 году выходцы из Баварии братья Юлий и Александр Эсслингер начали строительство в Белгороде нового пивзавода. Производство пива началось в 1899 году. Хозяином завода был Юлий Васильевич Эсслингер — выпускник Харьковского университета. Управляющим был его родной брат — Александр Васильевич Эсслингер, который в 1884 году получил российское подданство и был причислен к курскому мещанскому сословию.
13 июля 1890 года курским нотариусом была заверена сделка по продаже Александром Эсслингером Белгородского пивоваренного завода германскому подданному Михаилу Ивановичу Кинцу. Новый владелец имел небольшой пивоваренный завод в деревне Новое Першино Дмитриевского уезда Курской губернии, но наибольшую известность в пивоварении он получил на заводе своего брата в Воронеже. Это было крупное предприятие «Михаил Кинц». Доля Александра Эсслингера в пивзаводе Михаила Кинца осталась 40 процентов.
На рубеже веков, после прокладки железнодорожных веток Белгород-Сумы и Белгород-Купянск, станция Белгород стала железнодорожным узлом. В связи с расширением станции, постройки за линией железной дороги, в том числе и пивзавод Кинца были снесены. Но производство пива Александром Эсслингером не прекратилось после сноса старого завода. В конце 1902 года он обратился в губернское акцизное управление для освидетельствования построенного им собственного пивомедоваренного завода на улице Новомосковской (ныне проспект Богдана Хмельницкого). Новый завод состоял из четырёхэтажной каменной солодосушилки, ледника, варочного, бродильного, моечного и разливочного отделений.
В 1904 году при защите крепости Порт-Артур погиб сын Юлия Эсслингера — Александр. Владелицей завода стала его жена Елена Августовна Эсслингер. После 1912 года была произведена значительная реконструкция завода по проекту, сделанному за границей. В 1913 году, перед началом Первой мировой войны, «Пиво-медоваренный завод Е. А. Эсслингеръ» производил около 48 тыс. декалитров пива в год.
После Октябрьской революции заводы были национализированы, это коснулось и предприятия Эсслингеров. С наступлением эпохи НЭПа завод стал носить название «Северо-Донецкая Бавария» и был сдан в 1925 году в аренду Льву Абрамовичу Ванштейну. Завод продолжил работу после ряда преобразований и был частично разрушен в годы Великой Отечественной войны. После войны был восстановлен и назывался «Белгородский пивоваренный завод» имел мощность, его мощность в 1971 году составляла 1,01 млн декалитров пива в год.

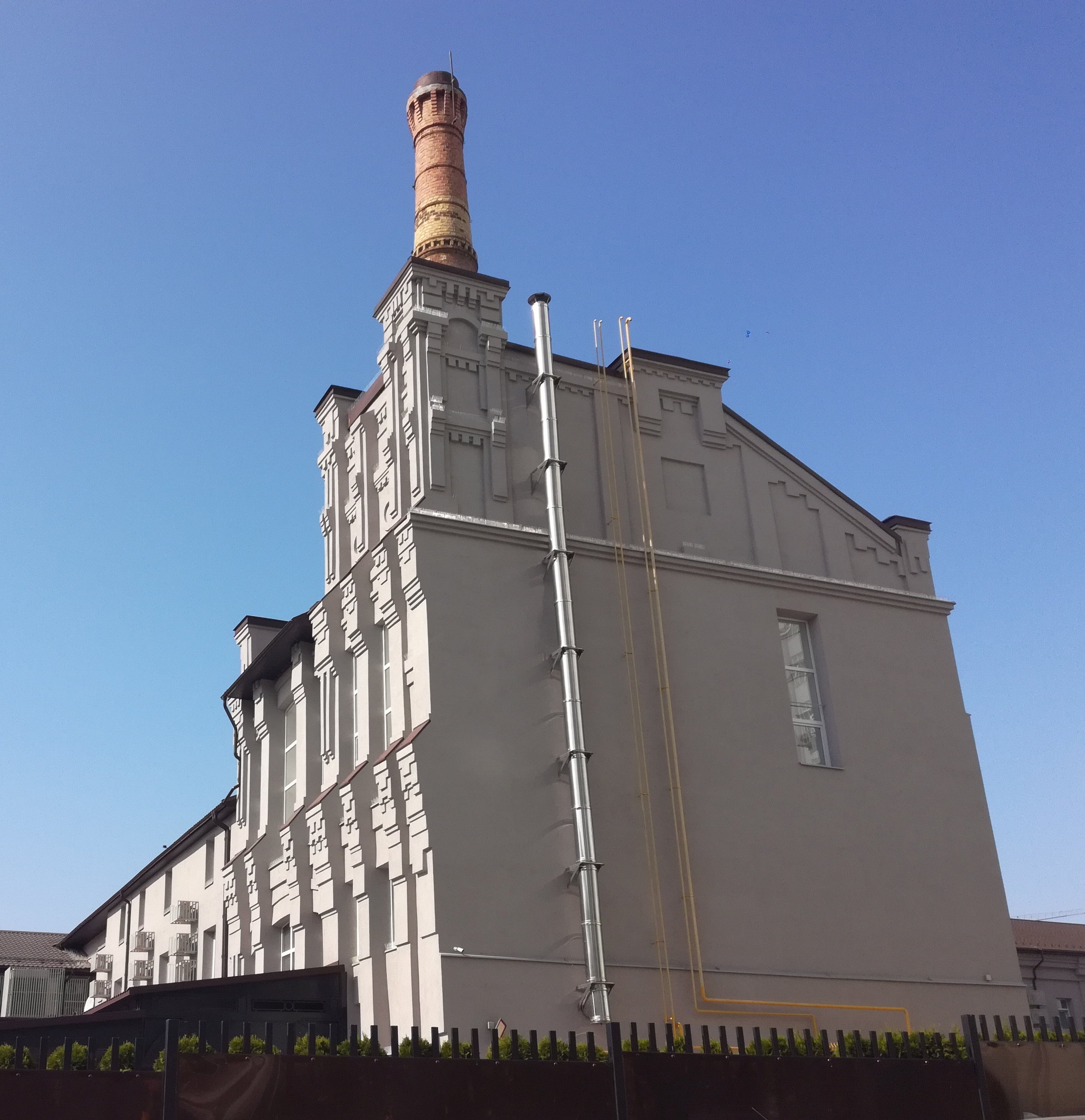
Объект культурного наследия

После распада СССР, завод в 1993 году был приватизирован, став акционерным обществом «Белпиво». В 2000 году он закрылся, многие сооружения были снесены, и на их месте построены жилые дома ЖК «Славянский». Сохранилось историческое здание пивоваренного цеха, используемое под офисы, а также часть заводской стены. Оставшиеся здания бывшего пивоваренного завода являются объектом культурного наследия регионального значения.